# Mount Disappointment (berg i Australien)
Mount Disappointment är ett berg i Australien. Det ligger i regionen Whittlesea och delstaten Victoria, omkring 46 kilometer norr om delstatshuvudstaden Melbourne. Toppen på Mount Disappointment är 814 meter över havet. Mount Disappointment ingår i Hume Range.
Mount Disappointment är den högsta punkten i trakten. Närmaste större samhälle är Whittlesea, nära Mount Disappointment. 
I omgivningarna runt Mount Disappointment växer i huvudsak städsegrön lövskog. Runt Mount Disappointment är det ganska glesbefolkat, med 23 invånare per kvadratkilometer. Genomsnittlig årsnederbörd är 1 167 millimeter. Den regnigaste månaden är juli, med i genomsnitt 136 mm nederbörd, och den torraste är januari, med 46 mm nederbörd.